# Елка Няголова
Елка Няголова Пощарова е българска поет, белетрист, издател, преводач и антологист.

## Биография
Елка Няголова е родена през 1952 г. в гр. Добрич. Учи Българска филология, след което работи в продължение на 15 години като журналист в централния периодичен печат. Пише от ученическите си години.
Първа я представя пред публика именитата ѝ землячка – добруджанката Дора Габе, а сред поръчителите при кандидатстването ѝ в Съюза на българските писатели е Елисавета Багряна.
От 1994 г. живее във Варна.
Директор за Балканите на Международната асоциация на писателите (МАП) със седалище в Латвия. Основател и председател на Славянска литературна и артистична академия, основана през 2007 г. и организираща международния фестивал на поезията „Славянска прегръдка“. Главен редактор на списанието за литература, изкуство и общество „Знаци“. Член на Попечителския съвет на Европейската академия за литература и изкуства. Член на Съюза на българските писатели.
Член на журито на наградата на сръбското издателство „Арка“, сред чиито носители са Любомир Левчев (2006) и Николай Петев (2007).

## Творчество
Стиховете ѝ са публикувани в 18 държави, а самата тя превежда от няколко славянски езика.

### Книги на български език
- „Не съм Пепеляшка“ (1984, Изд. „Народна младеж“)
- „Нулева група“ (1987, Изд. „Народна младеж“)
- „Правопис на надеждата“ (1990, Военно издателство)
- „Делфини на сушата“ (1992, Изд. „Еос“)
- „Петият сезон“ (1994, Изд. „Хр. Ботев“)
- „Земен гейм“ (1997, Изд. „Иван Вазов“)
- „ТРЕБНИК“ или „Писма от Белоногата“ (2000, Изд. „Български писател“)
- „Белият влак“ (2002, Изд. „Зах. Стоянов“)
- „Ние“ (2005, Изд. „Български писател“)
- „Писма от/до брега“ (2008, Изд. „Български писател“)
- „Слънчев кладенец“ (2012, Изд. „Славянска академия“)
- „Шест грама“ (2017, Изд. „Орфей“ и „Славянска академия“)
- "Парапет за душата" (2021, Изд. "Български писател" и "Славянска академия")

### Книги на чужди езици
- „Прозорци“ (на украински език, 1983)
- „Dessins d'une ville“ / „Рисунки от един град“ (на френски език, 1995)
- „Каштан на ладони“ / „Кестен на дланта“ (на руски език, 2006)
- „Ние“ (на македонски, 2007)
- „Маса за трима“ / „Сто за троjе“ (на сръбски език, 2008)
- „Бели пейзажи“ (на полски, 2009)
- „Опет нулта група“ / „И пак нулева група“ (на сръбски език, 2011)
- „Bijela kuća“ / „Бялата къща“ (на хърватски език, 2013)
- „Ангел в пещере“ / „Ангелът в пещерата“ (на руски език, 2015)
- „ΛΕΥΚΟΣ ΑΜΦΟΡΕΑΣ“ / „Бялата амфора“ (на гръцки език, 2018)

### Преводи
- „Думи и вода“ от Славе Горго Димовски (Македония);
- „Човекът е храм“ от акад. Ристо Василевски (Сърбия);
- „Лебедово царство“ от Андрей Дементиев (Русия);
- „Толкова амвони“ от Александер Навроцки (Полша);
- „Губерът“ от Галина Климова (Русия);
- „Странникът от Итака“ от Ружица Циндори (Хърватска);
- „Моят Пушкин“ (Русия, член на преводачески колектив);
- „Турболентна зона“ от Елена Исаева (Русия);
- „Слънчевата падина“ от Мичо Цвйетич (Сърбия);
- „Порта в облака“ от Санде Стойчевски (Македония);
- „Слепият пътник“ от Сърба Игнатович (Сърбия);
- „Жерави мои“ от Владимир Бояринов (Русия);
- „Съновидения от битието“ от Ристо Василевски (Сърбия);
- „Зелената сълза на всемира“ от Енерика Бияч (Хърватия);
- „Дванайсетте от… Атлантида“, поети от Източна Украйна;
- Антология на новата хърватска поезия (40 съвременни поети);
- Антология на новата руска поезия (34 поети, от които 26 в превод на Е.Н.);
- Антология „Словоприношение“ (194 славянски поети от 29 държави, в преводачески колектив);
- Антология „РЕКАТА и третият ѝ бряг“ (150 славянски поети от 21 държави, в преводачески колектив);
- Антология „Хлеб наш насущний“ (175 славянски поети от 25 държави, в преводачески колектив);
- Антология "О" - като Отечество" (200 славянски поети от 33 държави, преводачески екип);
- Антология-билингва "Любовта - солта на живота"/ "Ljubav - sol zivota" (на български и хърватски)

## Награди и отличия
Елка Няголова е носителка на редица национални и международни литературни награди и отличия.
Действителен член на основаната през 1997 г. Академия за руска словесност с почетен председател руския патриарх Кирил и на Академията за поезия.

### Национални награди
- „Златният пегас“ от „Южна пролет“ (национална награда за дебютната ѝ книга, 1985)
- „Изворът на Белоногата“ (национална награда за цялостно творчество, 1999)
- Първата носителка на националната награда „Дора Габе“ (за цялостно творчество, 2003)
- Голямата награда за поезия на ИК „Христо Ботев“ (2005)[6]
- „Мара Белчева“ (Национална награда, 2012)[7][8]
- Награда „Варна“, присъдена на Международната творческа организация „Славянска литературна и артистична академия“ – за 10-годишна литературна дейност и художествен превод, за изключителен принос за популяризирането на българската литература по света, за утвърждаването на варненските културни практики и автори (2016)

### Международни отличия
В Русия
- орден „Михаил Ломоносов“ на съществувалата между 2000 и 20008 г. Академия по проблемите на безопасността, отбраната и правния ред[5][9]
- орден „Грибоедов“[5]
- Пушкински медал за поезия на Академията за руска словесност (2011)[10]
- Есенинската литературна награда „Златна есен“ на московската градска организация на Съюза на писателите на Русия (2011)[10][5]
- Международната литературна премия „Югра“ (2019)[11]
- награда за най-добър художествен превод „Словес связующая нить“ на Псковското регионално отделение на Съюза на писателите на Русия (2020)[12]

В Украйна
- международна литературна награда „Николай Гогол“, учредена от медия клуба в Чернигов със съдействието на Националния съюз на писателите на Украйна (2014, заедно с Боян Ангелов и Димитър Христов, както и още 11 украински литератори и бизнесмени)[13]

В Латвия
- международната награда „Кехлибарен трилистник“[5]

В Черна гора
- международната награда „Св. Стефан Щилянович“[5]

Във Великобритания 
- на награда на Международния фестивал на славянската поезия „Славянска брошка“[5], организиран от творческото сдружение "КаМРе", посолството на Р Полша във Великобритания, Полския културен център в Лондон "Władysław Eugeniusz Sikorski".

В Сърбия
- наградата „Аполон“ (Сремска Митровица)[14]

В Македония
- международната награда „Македонски книжовен Дедал“ за принос към утвърждаването на македонската литература в България (2015)[15]

В Република Сръбска (Босна и Херцеговина)
- международната награда на Међународни књижевни сусрети Бања Лука ' 2021